# Lucienne Vandervinnen
 (mars 2019).
Lucienne Vandervinnen est une sculptrice et peintre belge, née le 9 janvier 1925 à Schaerbeek et morte le 26 mai 2001 à Bruxelles.

## Biographie
Lucienne Vandervinnen suit sa formation artistique à l’Académie royale des beaux-arts de Bruxelles. Elle y suit les cours de peintures de Léon Devos et Georges Van Zevenberghen ainsi que les cours de sculpture de Charles Verhasselt (1902-1993). Son cursus est récompensé en 1948 par le "Grand prix de Maîtrise" (pour la peinture d'après nature) de la ville de Bruxelles.
Sa principale source d'inspiration est la figure humaine dans des sujets classiques de nus ou de scènes d’atelier. Elle expose avec succès dans plusieurs galeries bruxelloises au cours des années 1950. Attachée à la commune de Schaerbeek (Bruxelles), elle y fut professeur de dessin et de modelage au lycée Émile Max et plusieurs de ses œuvres appartiennent encore à la commune. La commune d'Anderlecht conserve aussi des oeuvres de l'artiste.